# Christian Würtz
Christian Würtz (ur. 31 maja 1971 w Karlsruhe) – niemiecki duchowny katolicki, biskup pomocniczy Fryburga od 2019.

## Życiorys
Święcenia kapłańskie przyjął 14 maja 2006 i został inkardynowany do archidiecezji fryburskiej. Pracował jako duszpasterz parafialny (od 2018 był proboszczem parafii katedralnej). W 2013 został jednocześnie sędzią trybunału archidiecezjalnego.
26 kwietnia 2019 papież Franciszek mianował go biskupem pomocniczym archidiecezji Fryburga ze stolicą tytularną Germania in Dacia. Sakry udzielił mu 30 czerwca 2019 arcybiskup Stephan Burger.